# Форкора (Варезе)
Форкора је насеље у Италији у округу Варезе, региону Ломбардија.
Према процени из 2011. у насељу је живело 6 становника. Насеље се налази на надморској висини од 1189 м.